# Eupsilia nigricans
Eupsilia nigricans là một loài bướm đêm trong họ Noctuidae.